# 新感覚ゲーム クエスタ
『新感覚ゲーム クエスタ』（しんかんかくゲーム クエスタ）は、NHK総合テレビジョンで放送されていたクイズ番組である。

## 概要
2009年10月10日、『番組たまご』においてパイロット版『クエスタ 目指せ質問王!』（クエスタ めざせしつもんおう!）を放送。この時は、ネプチューンの名倉潤を進行役の「クエスタマスター」、当時金沢放送局のアナウンサーだった片山千恵子をアシスタントにして放送された。
その後の局内における評価判定でレギュラー化が決まり、アシスタントを名古屋放送局から本番組のために転勤させた橋本奈穂子に変え、2010年4月1日から木曜夜に放送された。しかしテレビジョン放送の完全デジタル化に伴う抜本的編成見直しによって僅か1年で打ち切られることとなった。当初は3月17日が最終回の予定であったが、東北地方太平洋沖地震（東日本大震災）の特別編成のため延期され、4月14日の放送となった。
内容は、ゲストが2チーム（前期ははしのえみリーダーのチームと的場浩司リーダーのチーム、後期はかつての『連想ゲーム』のような男女対抗）に分かれ、出題内容に対し名倉に質問（回数制限有り）、その質疑応答から正解を推理するのが基本であった。

## 放送日時・媒体
総合テレビ　原則毎週木曜　20:00 - 20:43
再放送、難視聴対策放送等は一切無し。ただし、NHKオンデマンドによる「見逃し番組」配信はあった。
NHKワールド・プレミアム　原則毎週土曜　20:00 - 20:43
再放送は原則毎週水曜　3:00 - 3:43

## 出演者

### レギュラー
クエスタマスター（司会者）
名倉潤（ネプチューン）
アシスタント
橋本奈穂子（NHKアナウンサー）
解答者
- はしのえみ - はしのチームリーダー → 女性チームリーダー
- 的場浩司 - 的場チームリーダー → 男性チームリーダー 
- TIM
  - ゴルゴ松本 - 前期ははしのチーム5枠 → 後期は男性チーム5枠
  - レッド吉田 - 前期は的場チーム5枠 → 後期は男性チーム4枠

クエスタハンター（リポーター）
- 山口宇史（EE男）

語り
- 平野義和
- 森優子

### 不定期出演
前期は2つのチームにおける振分けで、後期は全員性別で振り分けられた（チームの記述が省略されているのは後期）。
隔週レギュラー
- つるの剛士 - はしのチーム
- 宮下純一 - はしのチーム
- 八田亜矢子 - 的場チーム
- 優木まおみ - 的場チーム

出演回数の多いゲスト
- 齋藤孝 - はしのチーム
- SHELLY - はしのチーム
- 東貴博 (Take2) - 的場チーム → はしのチーム → 的場チーム
- 里田まい - 的場チーム
- テリー伊藤 - 的場チーム
- 草野仁- 的場チーム
- 岡江久美子
- 熊田曜子
- 倉科カナ
- 奈美悦子
- 東ちづる

## ルール
前期（2010年9月23日放送分まで）は、原則はしのチーム対的場チームの5対5対抗戦。後期（2010年9月30日放送分から）は、原則男性チーム（的場がリーダー）対女性チーム（はしのがリーダー）の5対5対抗戦。はしのと的場が違うチームになるということ以外、メンバーの所属が流動的になる。
合計点数が多かったチームの勝利となる。勝利したチームへの賞品は特にないが、食べ物に関する問題に正解すると、ごほうびとしてその商品を食べられる場合が時々ある。

## クイズの種類
基礎力テスト
オープニングでその日のテーマに関する2択問題が5問出され、各チームの1人ずつの対戦で答える。1問正解につき5点。
通常問題
1チームずつ交互に出題され、まず名倉が正解となるあるモノの意外な特徴や用法をヒントとして述べた後、1問ずつ質問を行い、それらの質問に対する名倉の返答から正解を推理する。
1問目はチーム5人が1人1問ずつ、2問目はスロット抽選で選ばれた代表者1人が、最大5問まで質問ができる。ただし質問をすればするほど、正解した際に獲得できる点数は減っていく。
答えが分かったら、その時点で質問を止めて、チーム5人が答えを記述。正解した人数×質問数に応じた点数（1回→50点、2回→40点、3回→30点、・・・）を獲得。
3問目は、両チームに対して出題（場合によっては、3問目が無い場合もあり）。2問目同様スロットで選ばれた代表者が交互に1問ずつ、2人合わせて最大6問まで質問をする。答えが分かったチームは、質問を止めて答えを記述。質問を止めて答えを記述した後、相手チームの質問を聞いて答えを変えるのは禁止。正解した人数×質問数に応じた点数（1回→60点、2回→50点、3回→40点…）を獲得。
教えて!クエスタさん
ある分野のスペシャリストがスタジオに登場、そのスペシャリストや分野にまつわる問題が出題される。
日本全国 ご当地クエスタ
日本全国各地にお邪魔し、その土地にまつわる問題をご当地の人から出題する。はしのチームが答える問題ではレッドが、的場チームが答える問題ではゴルゴが、それぞれVTRのレポーターを務める。
ヒントでクエスタ 私はなぁに!?
1チームずつ挑戦。スロットで選ばれた代表者1人が、箱のセットの中に入って解答。それ以外のメンバーは順番に1人ずつ、箱の外に表示された言葉を「一語」のヒントを出して代表者に当てさせる（過去には文章によるヒントも認められていた）。
制限時間は60秒（以前は100秒）、1問正解する度に10点獲得（以前は20点）。正解・パスでヒント役を交代。問題の言葉の文字がヒントの言葉の文字に入っていても違反にはならないが、ヒントの言葉で答えを作るのは違反であり、文章によるヒント・ジェスチャーも違反。違反になると正解数が減らされるが、文章によるヒントは大目に見てもらえる場合が多い。その後、ルールが厳しくなり、名詞以外のヒントはすべて違反となり得点が認められないようになった。
この形式は連想ゲームの「1分ゲーム」に似ている。だが違反のルールは少々緩和されている分、違反で正解数が減らされる（連想ゲームの「1分ゲーム」は、違反で得点の半減のみ）、頭文字が同じといったテーマが無いので難易度はやや高め。後期から違反のルールが厳しくなり、名詞以外のヒントを出すとすべて違反扱いとなった。

### 過去
10クエスタ
1チームずつ交互に出題され、まず名倉が正解となるあるモノの意外な特徴や用法をヒントとして述べた後、1人1問ずつ質問を行い、それらの質問に対する名倉の返答から正解を推理する。質問は、5人×2巡の10問までで、肯定か否定で返答出来るもののみ。ただし10秒以内に質問できなかった場合は、そのまま次の人へ飛ばされる。10問出題した後、チーム内で相談してからキャプテンが代表で答えを記述。正解なら10点（番組キャラクターであるパッコちゃん人形1体）を獲得。
2010年5月20日放送分より、5問出題時点で正解なら15点（ミニパッコちゃんを1つ追加、ただし不正解なら減点）に挑戦できる特別ルールが設けられた。その後、さらにルール改正され、1巡目（質問は5つまで）で正解なら20点、2巡目中（質問6～9個）で正解なら15点、10問フル出題で10点となった。
各チーム1問目は箱の中に入るサイズの物が、2問目は後ろのモニターで映さないといけないほど大きな物がそれぞれ出題される。なお最近では箱が登場しないこともある。
質問は1つ! どっちクエスタ
1チームずつ挑戦し、目の前のモニターには対義語や似た読みの言葉など、2つの言葉が映し出される。その内片方の言葉が背後のモニターに映し出されているのでそれはどちらの言葉なのか、1問のみ名倉に質問して推理する。1人1問ずつ順番に挑戦して1問正解する度に5点獲得を示す小パッコ人形を1個、モニターの上に置く。
制限時間100秒が経過した時点でモニターの上にある人形の数×5点を獲得。ただし1問に対して2回以上質問したり、選択肢の言葉に含まれている漢字や言葉を使ったり、言葉を英語や日本語に直訳して直接質問するなどの反則を犯した場合、終了後橋本の判定により後から小パッコ人形が没収される。
名倉にできる質問は「はい」「いいえ」で答えられるものだけである。また、答えを聞いても正解が分からないような質問(例として「『きつね』・『たぬき』どっち？」の問題で『化けますか？』など)をしても、名倉が解答した場合は質問として受け付けられ、質問をやり直すことはできない。なお、このような質問や意味不明な質問に対しては名倉が困惑して解答を遅らせてしまったり回答を拒否されることがあるが、名倉が返答するまでは質問の変更は可能。また、いかなる質問でも質問をした後は解答が可能であるため、勘で解答することも可能(正解なら通常通り得点を獲得)
みんなはどっち!?聞かせてクエスタ
100人（＝みんな）に聞いたアンケートの結果をもとに、第2位の答えや平均などを2択で出題する。席が向かい合っている回答者どうしの対決で、二人同時にA・Bの札を挙げて回答する。1組につき1問ずつで、正解すると5点獲得となる。2010年7月29日放送の「夏休みこどもスペシャル」で、質問は1つ! どっちクエスタの代わりに最終問題として出題された。
ピクチャークエスタ
2011年1月13日のペア対抗戦で出題された。写真を見て問題に答える。チームの2人とも正解して10点。
街角クエスタ
2011年1月13日のペア対抗戦で出題された。街頭インタビューの答えを聞いて、どんな質問をしたかを早押しで答える。正解すると20点。
パーソナルクエスタ
2011年1月13日のペア対抗戦で出題された。ゲストに事前にした質問にどのように回答したかを当人に質問して当てる。制限時間内なら何度でも挙手して質問できる。その後、各チームで解答を書き、正解で20点。
アンケートクエスタ 何聞いた
2011年2月3日放送。ある質問をしてそれに答えるVTRを見て、どんな質問だったか当てる。早押しで1問正解30点。
ヒントで最終決戦
最終回のみ放送。両チーム1人ずつの対戦で、中央の巨大画面にご当地問題が出される。出題後、ヒントが7つ出るが。解答者は思いついた答えをどんどん叫んでいく。第1ヒントの段階で正解すると40点、以下、ヒントが1つ出るごとに5点ずつ減っていく。

## 夏休みこどもスペシャル
2010年7月29日は夏休み中ということで、チーム割が通常と異なり、「子どもVS大人」という構図になった。ただし、TIMのゴルゴ松本だけは人数配置の関係で子どもチームに加勢した。なお大人チームはこの回年長の的場がリーダー、はしのはチームメンバーに回った。

### 子どもチームメンバー
- 1枠でリーダー・濱田龍臣（『龍馬伝』出演）
- 2枠・福原遥（『クッキンアイドル アイ!マイ!まいん!』出演）
- 3枠と4枠・まえだまえだ（前田航基、前田旺志郎兄弟・3枠は兄、4枠は弟）
- 5枠・ゴルゴ松本 (TIM)

### 大人チームメンバー
- 1枠でリーダー・的場浩司
- 2枠・八田亜矢子
- 3枠・齋藤孝
- 4枠・はしのえみ
- 5枠・レッド吉田 (TIM)